# Písmoznalectví
Písmoznalectví neboli grafognózie nebo také expertiza ručního písma je znalecký obor zabývající se zkoumáním a porovnáváním písemných projevů za účelem potvrzení nebo vyvrácení identity pisatele. Je jednou z nejstarších forenzních disciplín. Ty představují aplikace širokého spektra vědních oborů k zodpovězení otázek kladených v řízeních před státními orgány (zejména soudy), a to v rámci trestních i civilních řízení. Jde také o jeden ze základních oborů v systému členění znaleckých oborů v České republice.
V zahraničí se tato forenzní disciplína nazývá anglicky „forensic handwriting examination“ a německy „gerichtliche Schriftuntersuchung“, což v překladu znamená soudní zkoumání ručního písma.
Písmoznalectví je třeba odlišovat od jiné disciplíny, která se také zabývá ručním písmem, a to grafologie. Mezi těmito dvěma obory je významný rozdíl: Ač jde v obou případech o znalecké obory soudního znalectví, písmoznalectví se zabývá identifikací pisatele ručně psaného textu, zatímco grafologie se zajímá o povahu pisatele. Posudky týkající se určení autorství podpisu nebo ručně psaného textu jsou oprávněni vypracovávat pouze písmoznalci, nikoli grafologové.

## Předmět zkoumání
Otázky řešené písmoznaleckým zkoumáním se týkají především pravosti podpisů a identifikace pisatele ručně psaného písma. Slovo „ruční“ v tomto případě označuje nejčastější kostrosvalový aparát (ruku), který se na psaní podílí. Z praxe jsou ale známy případy úrazů, po kterých se pisatelé naučili psát např. pomocí úst nebo dolních končetin. I takové písemné projevy bývají validní pro písmoznalecké zkoumání.
Identifikaci umožňují individuální odchylky rukopisu každého člověka od předlohy vyučované ve školách. Osborn (1929: 230) uvádí, že matematická pravděpodobnost výskytu dvou zcela shodných rukopisů je v poměru 1:68 trilionům. Vlastní proces psaní je řízen dynamickými stereotypy, které jsou tvořeny pro každého pisatele jedinečnými řetězci podmíněných reflexů a které vznikají a upevňují se v průběhu zdokonalování písařských dovedností. Protože si pisatel nemůže osvojit dynamický stereotyp cizí osoby a nedokáže ho ani v odpovídající kvalitě napodobit, je možné odlišit pravé objekty od padělaných.
Dynamické stereotypy jsou dále využívány např. ve forenzní identifikaci osob podle chůze, ve sportovním tréninku nebo při učení se psaní na stroji.

## Objekty zkoumání
Ke zkoumání jsou předkládány sporné objekty (podpisy nebo písmo, jejichž pisatel není znám) a srovnávací (referenční) materiál konkrétního známého pisatele. Je důležité, aby předkládané materiály byly v originále, protože kopírováním zpravidla dochází ke ztrátě některých důležitých informací. To ale neznamená, že by bylo zkoumání kopií vyloučené, jen je třeba počítat s omezeními, které práce s nimi obnáší.

## Metody a prostředky zkoumání
Ke zkoumání jsou využívány zejména kvalitativní metody, protože individualita rukopisu každého člověka nedovoluje většinu pozorovaných znaků hodnotit kvantitativně.
Kromě bezchybného zraku se ke zkoumání využívají zejména lupy, stereomikroskopy, pravítka a úhloměry. V dnešní době je pochopitelně k vypracování znaleckého posudku využíván i hardware a software pro zpracování obrazové dokumentace.

### Česká literatura
- Robert Saudek: Experimentální grafologie, 1928
- Josef Petera: Úvod do soudní a kriminální grafologie, 1947
- Josef Petera, Ota Borský: Úvod do studia písmoznalectví. Příručky ministerstva spravedlnosti, svazek 35, 1975
- Petr Blažek, Jiří Valeška: Expertíza ručního písma, 1984

### Zahraniční literatura
- Hans Schneickert: Leitfaden der gerichtlichen Schriftvergleichung, 1918
- Albert Sherman Osborn: Questioned Documents, 1929
- Ordway Hilton: Scientific Examination of Questioned Documents, 1956
- Wilson R. Harrison: Suspect Documents: Their Scientific Examination, 1958
- Wilson R. Harrison: Forgery Detection: A Practical Guide, 1964
- Lothar Michel: Gerichtliche Schriftvergleichung – eine Einführung in Grundlagen, Methoden und Praxis, 1982
- Edna W. Robertson: Fundamentals of Document Examination, 1991
- Russel R. Bradford, Ralph B. Bradford: Introduction to Handwriting Examination and Identification, 1992
- Steven A. Slyter: Forensic Signature Examination, 1996
- Angelika Seibt: Forensische Schriftgutachten. Einführung in Methode und Praxis, 1999
- Roy A.Huber, A.M. Headrick: Handwriting Identification: Facts and Fundamentals, 1999
- Ron N. Morris: Forensic Handwriting Identification: Fundamental concepts and principles, 2000
- Jay Levinson: Questioned Documents: A Lawyer's Handbook, 2001
- Norbert Köller, Kai Nissen, Michael Rieß, Erwin Sadorf: Probabilistische Schlussfolgerungen in Schriftgutachten, 2004
- David Ellen: Scientific Examination of Documents: Methods and Techniques, 2005
- Brian S. Lindblom, Jan Seaman Kelly: Scientific examination of questioned documents, 2006
- Katherine M. Koppenhaver: Forensic Document Examination: Principles and Practice, 2007
- Angelika Seibt: Unterschriften und Testamente: Praxis der forensischen Schriftuntersuchung, 2008